# Småtjärnarna (Hällesjö socken, Jämtland, 697084-150962)
Småtjärnarna är en sjö i Bräcke kommun i Jämtland och ingår i Ljungans huvudavrinningsområde.